# 格尔里杨
格尔里杨（学名：Populus canadensis 'Gelrica），为杨柳科下加杨的一个植物品种/栽培型。